# قضاء كربلاء
قضاء كربلاء وهو أحد أقضية محافظة كربلاء في العراق يعتبر مركز المدينة وتبلغ مساحته حوالي 2397 كم2 وتتبع له الحسينية و الحر و ناحية عون وقرية الشريعة ويضم مرقد الحسين و مرقد العباس ويقدر تعداد سكان القضاء بحوالي 832,701 نسمة عام 2008م.